# 善きサマリア人の法
善きサマリア人の法（、英語: Good Samaritan laws）とは、「災難に遭ったり急病になったりした人など（窮地の人）を救うために無償で善意の行動をとった場合、良識的かつ誠実にその人ができることをしたのなら、たとえ失敗しても結果責任を問われない」という趣旨の法である。良きサマリア人法、よきサマリア人法ともいう。

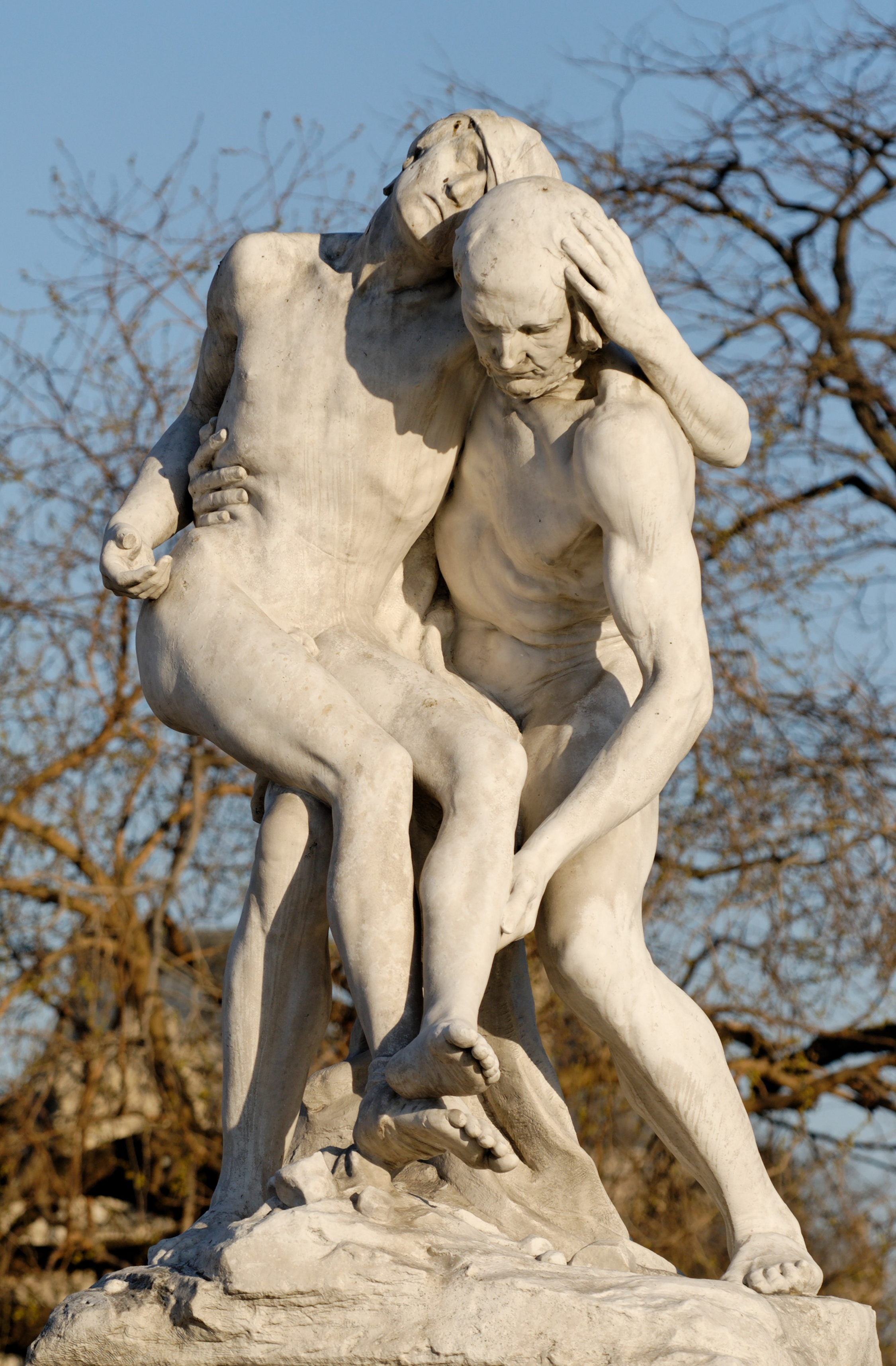
フランソワ＝レオン・シカールによる傷ついた旅人に救いの手を差し伸べる『善きサマリア人』の彫像

誤った対応をして訴えられたり処罰を受ける恐れをなくして、その場に居合わせた人（バイスタンダー）による傷病者の救護者の合理的な救護行為を法的に保護し、またそのような救護を促進しよう、との意図がある。
アメリカやカナダ、オーストラリアなどで施行されており、2023年現在日本でも立法化すべきか否かという議論がなされている。

## 由来

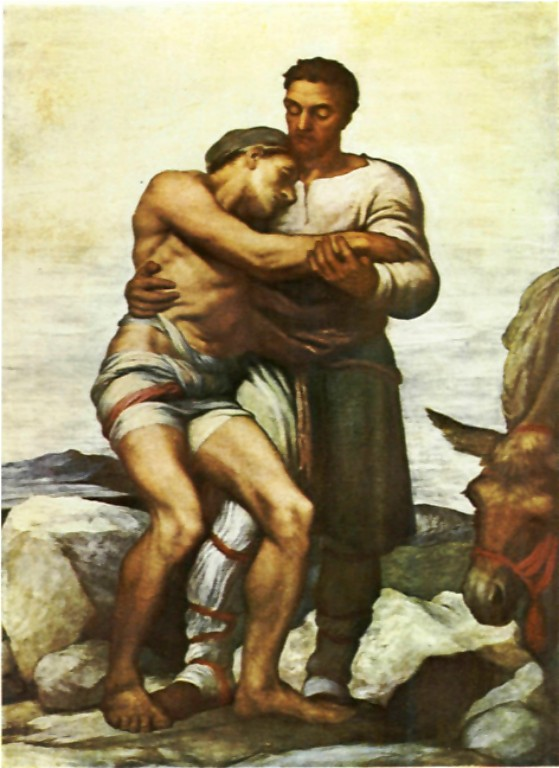
ジョージ・フレデリック・ワッツによる「善きサマリア人」

善きサマリア人の法とは、病者、負傷者その他の困っている人を助けようとした行為が結果的に望ましくないものだったとしても救助者の責任を問わないとするものである。新約聖書に書かれた以下のたとえ話が名称の由来となっている。
キリストは、祭司、レビ人、サマリア人の三人のうちで誰がこの倒れた人の隣人であるかと問うた。

## 各国の法制度
「善きサマリア人の法」はコモン・ロー（英米法）上のGood Samaritan doctrineに基づいており、基本的には民事上の不法行為法における責任軽減事由として位置づけられる概念である。コモン・ローでは、法律上の義務または権限なく他人の事務を行うことは、いわばお節介であるとみなされることもあり、大陸法の事務管理に相当する制度が発達していない。
これに対し、日本の法体系の源流である大陸法では、法律上の義務または権限なく他人の事務を行った場合の処理に関する緊急事務管理という制度がローマ法以来存在しており、その中で事務を管理する者の義務内容として位置づけられているという主張もある。

### フランス
フランスでは、危険にさらされている人を救助するか、少なくとも助けを求めることが法律で義務付けられている。

Lorsqu'il résulte un préjudice du fait de son intervention, le citoyen sauveteur est exonéré de toute responsabilité civile, sauf en cas de faute lourde ou intentionnelle de sa part.
市民救助者の介入によって損害が生じた場合、市民救助者は、重大な過失または故意の過失がある場合を除き、すべての民事責任を免除される。
—Code de la sécurité intérieure  L721-1

### カナダ
カナダでは、善きサマリア人の法は州レベルで定められている。
各州の法は、オンタリオ州やブリティッシュコロンビア州では"good Samaritan acts（善きサマリア人の法）"として、アルバータ州では"Emergency Medical Aid Act（緊急医療救護法）"、ノバスコシア州では"Volunteer Services Act（ボランティア行為法）"として定められる。
ケベック州法では、市民判事による裁判であり、市民は“Quebec Charter of Human Rights and Freedoms”（ケベック自由人権憲章）で定められる一般的義務を持っている。ブリティッシュコロンビア州では、子供が危険にさらされている場合のみに保護する義務がある。

### アメリカ合衆国
医療先進国であり訴訟回数も世界一のアメリカ合衆国では、ほとんどの州で善きサマリア人の法理（Good Samaritan doctrine）に基づく制定法が存在しており、手当て者が善意の第三者として万一の過失の際の訴訟を気にすることなく傷病者に処置を施せる状態にある。
1998年の航空機内医療扶助法では、飛行中の「善きサマリア人」の補償が明記された。

### オーストラリア
オーストラリアのほとんどの州で善きサマリア人の法による救護者の法的保護がなされている。ビクトリア州では善意による救護が行われたすべての場合に適用されるが、ニューサウスウェールズ州では「善きサマリア人」が問題の原因である場合には適用しないなど、州によって異なる。

### フィンランド
フィンランドの救助法では、救助義務を「一般的な義務」と規定している。

### ドイツ
ドイツでは、救護が必要な人に応急処置を提供しなかった場合、刑法323条に基づいて処罰される。ただし、状況が悪かったり、応急処置が提供できなかったことで救護できなかった場合は起訴されない。また、応急処置を施したものは、ドイツの法定傷害保険の対象とされる。

### アイルランド
アイルランドでは2011年民法改正で、救護義務を導入せずに、「善きサマリア人」またはボランティアの救護結果に関する法的責任を免除された。ただし、悪意によるものや、重大な過失については別途考慮される。

### イギリス
イングランドとウェールズのコモンローでは、他人が危険にさらされた場合に救護しなかったことに対する刑事責任はないが、危険な状況が傍観者によって引き起こされた場合、または契約上義務がある場合などは、救護しなかったことの刑事責任が問われる。

### イスラエル
イスラエルでは、救護者は損害賠償責任を負わない。

### ルーマニア
ルーマニアでは、2006年の健康改革法により、他人の生命または健康を維持するための善意の行動や、自発的な応急処置を提供する者は、医療訓練を受けていない人でも、法的責任を負わないとされた。

### インド
インドのカルナータカ州ではラッシュアワーの交通事故に関して救護者に法的保護を与えており、可能な限りでの救護が奨励されている。

### 中国
中華人民共和国では2006年に、南京市での彭宇事件で、傷病者に対する救護者の責任が告発された。
2021年施行の中華人民共和国民法典においては、第184条に免責条項が定められた。

因自愿实施紧急救助行为造成受助人损害的，救助人不承担民事责任。
自主的な緊急救助活動により受領者に損害が生じた場合、救助者は民事責任を負わない。
—中华人民共和国民法典 第184条

## 日本の状況
仮に手当て者が何らかのミスを犯し、患者が死亡または著しい障害を負うという結末になった場合、手当て者の責任はどうなるだろうか。以下のように、日本の民法第698条にも「善きサマリア人の法」に相当する規定が既に存在するという学説はあるが、確定されたものではなく、責任を問われる可能性が無いとは言えない。また、アメリカ合衆国の医師が善きサマリア人の法を知っているのに対し、日本では民法第698条が周知されていないことがあり、また、この民法第698条での免責規定は、医師法第19条での応召義務（診療に従事する医師は、診察治療の求があつた場合には、正当な事由がなければ、これを拒んではならない）と矛盾するとする見解もある。

### 民事法
民法第698条には緊急事務管理に関する規定があり、これによると、「管理者（義務なく他人のために事務の管理を始めた者）は、本人の身体、名誉又は財産に対する急迫の危害を免れさせるために事務管理をしたときは、悪意又は重大な過失があるのでなければ、これによって生じた損害を賠償する責任を負わない」とされており、この規定によりコモン・ローにおける「善きサマリア人の法」が目的とすることが実現できるとする学説がある。しかし、現時点では通説とまでは言えず、また民事上の判例も存在していない。また、緊急事務管理による免責成立のためには「重大な過失」がないことは手当て者が証明せねばならず、手当て者にとってはやや重い立証責任が課せられることとなる。
手当て者が医師である場合、真に「義務のない管理者」と言えるのかについては、医師法19条の応召義務が問題となるが、院外での事故・疾病発生時にたまたま居合わせた勤務外の医師の医療過誤に関する判例は現段階では存在しない。医師に対する無制限の応召義務を否定した地裁判例もあるが、緊急時は自宅にいる勤務時間外の勤務医にさえ応招義務が課せられるとする学説もある。医師が道端で倒れた傷病者の手当てを始めた事例などでは、診療時に当事者間に契約が成立したかが争点となり得、成立が認められれば債務不履行責任を問われ得る。また、航空機内でドクターコールに応じた事例などのように過誤発生時に契約関係がない場合にも、不法行為を根拠に損害賠償請求訴訟が起こされることは想定され、その請求が認容される可能性はある。

### 刑事法
刑法第37条では、違法性阻却事由の一つである緊急避難に関する規定があり、「自己又は他人の生命、身体、自由又は財産に対する現在の危難を避けるため、やむを得ずにした行為は、これによって生じた害が避けようとした害の程度を超えなかった場合に限り、罰しない」とある一方で、「業務上特別の義務がある者には、適用しない」とも規定している。謙抑的な運用が期待される刑事上は、緊急避難が成立して違法性が阻却される可能性が高いと考えられるが、やはり判例は存在せず、生じた害と避けようとした害との比較衡量、また医師の場合には応召義務成立による業務上特別の義務の成立の有無等での争いが生じる可能性は否定はできない。万一阻却が認められない場合は、業務上過失致死傷罪、過失致死傷罪、重過失致死傷罪などが成立し得る。

### 事例
日本でも紛争に至った事例はいくつか報告されている。
- 「ある夏の夜の深夜に、日本にある自宅クリニック前の路上で急病人が発生した。クリニックの医師が診察したところ、上気道閉塞を疑われる所見で挿管は不可能と判断された。救急車を手配して、転送のため近所の大学の救急救命センターに電話中、患者は吸気のまま呼吸が停止し呼びかけにも反応がなくなった。（首が腫れた状態で、喉仏の隆起もなく、気管切開が困難な状態であったが、一刻の猶予も許されないまま、）緊急で気管切開を行い、気管切開自体は成功したが、血管を傷つけてしまい、出血多量で死亡した。その医師を待っていたのは、警察による業務上過失致死罪の容疑による取り調べであり、さらには、当夜、あれだけ「助けてください」とその医師にとりすがった患者の妻からの弁護士を介しての損害賠償請求の通知であった。」[23]
- 「旅客機内で発生する航空事故の頻度はどれくらいなのだろう。知り合いの元スチュワーデスに聞いたところ、彼女の勤務した4年間では緊急事態が4回発生したそうである。一回程、初老の医師が名乗りをあげたそうだが、その時の患者は不幸なことに心筋梗塞で帰らぬ人となった。驚いたことに、遺族は医師の処置に疑問を抱き、一時は訴訟騒ぎにまでいったが、なんとかそれはおさまったらしい。」[24]
- 救急救命士の資格を持つ消防司令が、プライベートで遭遇した交通事故の際に救急処置を行ったが、「関連法規に抵触する可能性がある」として停職6ヶ月の処分を受けた[25]。消防司令は処分を受けた日に依願退職した。ただし、この処分は刑法や民法ではなく救急救命士法に抵触されるものであり、この法律にはこの法律を違反した際の違法性阻却をする条文がないことも注意しなければならない。実際、救命活動を行ったことで刑事処分をされたというわけでもない。

#### 医師の意識との関係
作家で医師の北杜夫は、1970年代のエッセイで「医師たるものは、飛行機に乗るなら医療キットを持参すべき」と諭されて倣ったものの、全く使う機会が無かった経験を記している。
21世紀に入り、日本の医師に対して行われたアンケート調査によると、「航空機の中で『お客様の中でお医者様はいらっしゃいませんか』というアナウンス（ドクターコール）を聞いたときに手を挙げるか？」という質問に対して、回答した医師全員が上記の緊急事務管理の規定と概念を知っていたにもかかわらず、「手を挙げる」と答えたのは4割程度に留まり、過半数が「善きサマリア人の法」を新規立法することが必要だと答えた。
これは世界の航空会社がドクターコールに応じた場合、傷病者が死亡しても、航空会社が救護行為を保障すると述べていたのに対し、日本の航空会社では「医師や看護師など名乗り出た者の責任」としていたため、法的責任を問われる危険性から消極的な回答が多いと考えられる。また国際線でも、米国以外では医師の法的責任に関する問題には、明確な法律あるいは法律家の間で統一された見解はなく、どの国家の法律を適用するのかについてすらはっきりしていない。実際に、上記アンケートでは2⁄3以上の医師が、ドクターコールに応じないと思う理由としてコンプライアンスを挙げた。
2007年のアンケート調査では、89%もの医師が医療過誤責任問題を重要視し、ドクターコールに応じたことのある医師の4人に1人が「次の機会には応じない」と答えている。「適切な処置を怠った、救命できた高度の蓋然性がある、応召義務があると解釈できる。あっという間に犯罪者だ」「日本の司法の現状からすると、下手をすると業務上過失致死に問われそう」「今の世の中とマスコミの報道の状況では、絶対に応じない」といった声があり、近年の司法判決・医療事故に対する報道のあり方が、傷病者の救護を阻害している現状もあることが分かる。
それ以前に、そもそも聴診器も騒音で使えず、まともな資材もない機内で、既往症の問診もなしに重篤かもしれない患者に接する技術的な障壁がまず存在する。

### 立法化についての議論
上記のような事例の存在を踏まえて、近年日本でもこの趣旨の法の制定を求める声がある。

#### 立法化不要論
善きサマリア人の法の「立法化は不要である」との主張で代表的なものは、総務庁長官官房交通安全対策室が1994年（平成6年）3月に発出した『交通事故現場における市民による応急手当促進方策委員会報告書』である。同報告書は、新たに立法しなくても緊急事務管理に関する規定でほとんどのケースをカバーできるとしている。同報告書では、「将来的な課題として、補償関係等も含め、引き続き慎重に検討する必要があるが、現時点では新たな法制定や法改正までは必要がなく、現行法における免責制度を周知させることに力点が置かれる必要がある」との結論が出されている。
実際には仮に救命手当を施して、蘇生後に何らかの身体障害が残ったとしても、善意に基づくものであれば現在の日本では民事上も刑事上も免責されるとするのが、法学者の有力説である。実際、警察庁や消防庁、厚生労働省、日本医師会、日本赤十字社などが共同で編纂した『救急蘇生法の指針』においても、救命手当による副損傷や後遺症については、法的拘束力はないが免責がはっきりと謳われている。
また、救命手当を施して蘇生後に何らかの身体障害が残ったとしても、責任を問われたことは一例もない。

#### 立法化必要論
善きサマリア人の法の立法化が必要だと主張するのは、前述のとおり主に蘇生教育者・救命活動者などの現場の人間である。
総務省の統計によると、現場で応急手当を施されていた傷病者の割合はわずか30%。他の70%は何ら手当を受けていなかった。手を出してもっと悪くしてしまったら困るからという理由が多くの「傍観者」を生み出している。
これはAEDメーカーのアンケート調査でも、処置を行う事に抵抗がある、責任を問われたくない等の理由で救命処置をためらう人が8割近くにもなると言う結果としてあらわれている。
「訴えられても免責されると考えられる」という法律関係者の学説はあくまで学説に過ぎず、実際にどうなるかは事が起きて裁判所が判決を下すまでは分からない。今までそのような事案がなくとも、今後手当てを施して訴訟を提起され責任を問われない保証はないため、医療のプロである医師を含めた一般市民には必ずしも信頼されていない。特に前述のとおり常に訴訟の脅威にさらされている医療従事者には、ろくな資機材も無い病院の外で完璧な医療行為を求められ、それが出来なかった事を咎められ責任を問われる事を懸念して救護への参加を忌避する動きも強い。そもそも裁判で無罪となる可能性が高くとも、訴訟を起こされる事自体が大きな負担となり社会的な名誉にもかかわる。したがって、単独の法律あるいは条文として善きサマリア人の法が立法化がなされることによって、一般の人のみならず医療の専門家による救助促進が期待できるとし、立法化を望む声がある。

また、「応急手当の免責に係る比較法研究会」（旧総務庁）においての検討では、「善きサマリア人の法」の制定により、
1. 緊急事務管理に当たるかどうかを考慮する余地がなくなり
2. 医師・看護師・救急救命士等の専門家も本法の対象となり
3. 傷病者に依頼されて手当てした場合であっても免責され
4. 重過失がないことの挙証責任を問われなくて済む

などの理由から、日本でも「善きサマリア人の法」に相当する法律が必要だとの結論に達し、試案を提示している。
最善の措置がとれなかった場合、何らかの法的責任を問われるおそれがあるという医師たちの心配に対してアメリカやカナダではこの心配に対処している。法学者・東京大学名誉教授の樋口範雄は、こうした心配に対処し、善意の行為を促進するためにも、日本でも同旨の法律ができるのはよいこととする。
2017年時点においては若干の下級審裁判例の集積が報告されているが、緊急事務管理（民法第698条）が十分な範囲をカバーできていることを示す判例は同年時点ではなく、立法化の主張は未だ根強い。

## 対概念
良きサマリア人の法の対概念として、「悪しきサマリア人の法」がある。第三者が要保護者の救助を怠った場合に法的制裁を加えるものであり、フランス等のヨーロッパ諸国において、刑法上、犯罪被害者に対する救援活動を行わなかった傍観者を罰する規定が設けられている。
日本の法規上は保護責任者遺棄罪や救護義務違反などが相当するという意見もあるが、これらの法規は基本的に当事者を対象とするもので、傍観者といった当事者でない者を罰するものではない。（ただし、第三者であっても一旦保護を開始した場合、保護を勝手に中断すると保護責任者遺棄罪に問われる可能性がある。）